# Gerti Daub
Gerti Daub Hollmann (Utreque, 1937 - ) é uma esteticista, modelo e atriz alemã. Coroada Miss Universo Alemanha em 1957, ela ficou conhecida por ter sido a favorita absoluta pelo público ao título de Miss Universo daquele ano, mas acabou como quarta-vice campeã após uma escolha controversa da comissão julgadora, que elegeu Gladys Zender.

## Biografia
Daub nasceu em Utreque, nos Países Baixos, e cresceu em Hamburgo, na Alemanha. Em 1957, quando tinha dezenove anos, foi coroada "Miss Hamburgo" e um mês depois conquistou o título de Miss Alemanha.
Poucos dias depois, ela também ficou em terceiro lugar no concurso de "Miss Europa", a mídia em seu país a chamou de "Grace Kelly" devido à semelhança física entre as duas.
Ela representou a Alemanha no concurso de Miss Universo, realizado em Long Beach, na Califórnia. Na cerimônia de abertura do concurso em que as concorrentes foram apresentadas de acordo com o seu país, Daub foi eleita "Miss Fotogênica" pelos jornalistas que cobriram o concurso. Ela se tornou uma candidata preferida na competição tanto pela mídia quanto pelo público. Ela foi descrita pelo Los Angeles Times como "a loira perfeita e favorita da coroa do Miss Universo" e também foi chamada de "Vênus loira da Alemanha". No dia em que cada uma das quinze finalistas apresentou um discurso, ela recebeu mais aplausos do público. Às vésperas da final da competição, ela acabou selecionada como quarta-vice campeã, o que fez o público de 4 mil pessoas do auditório vaiar os julgadores do concurso.
Ela apareceu no filme alemão "Das Herz von St. Pauli". Posteriormente, a produtora Metro-Goldwyn-Mayer ofereceu a ela US$ 250 mil para estrelar outro filme e várias estrelas de cinema, incluindo Maria Schell, tentaram persuadi-la a fazê-lo, mas ela recusou. Em dezembro de 1958, após uma viagem de um mês pela América do Sul, casou-se com o jornalista Carlheinz Hollmann, com quem teve dois filhos e de quem enviuvou em 2004.